# Tuberfemurus
Tuberfemurus is een geslacht van rechtvleugeligen uit de familie doornsprinkhanen (Tetrigidae). De wetenschappelijke naam van dit geslacht werd voor het eerst geldig gepubliceerd in 1992 door Zheng.

## Soorten
Het geslacht Tuberfemurus omvat de volgende soorten:
- Tuberfemurus kanokwanae Storozhenko & Dawwrueng, 2014
- Tuberfemurus laminatus Zheng, 1992
  - =[2] Xiaitettix emeishanensis Deng, Zheng & Yang, 2012[3]
- Tuberfemurus liboensis Deng, Zheng & Wei, 2009[4]
- Tuberfemurus torulisinotus Deng, 2019[2]
- Tuberfemurus zhengi Xu & Mao, 2007[5]